# Альфонсо Фернандес де Кордова
Альфонсо (Алонсо) Фернандес де Кордова-и-Эррера, известный как Алонсо де Агилар (исп. Alonso Fernández de Córdoba y Herrera; 1447 — 16 марта 1501, Сьерра-Бермеха) — кастильский дворянин и военный, 6-й сеньор де Агилар-и-Прьего, алькальд Кордовы и Антекеры, а также был назначен вице-королем Андалусии инфантом Альфонсо Кастильским. Старший брат «Великого Капитана». Погиб в результате нападения во время восстания альпухарров (1499—1501).

## Биография
Алонсо был старшим сыном Педро Фернандеса де Кордовы (ок. 1423—1455), 5-го сеньора де Агилар-и-Прьего (1441—1455), и Эльвиры де Эррера, дочери Педро Нуньеса, сеньора Педрасы. Вероятно, он провел свое детство в районе, который в настоящее время занимает Каса-дель-Байлио и монастырь Лос-Долорес, а Диего де Каркамо позаботился о его образовании.
18 февраля 1455 года умер отец юного Алонсо, и он унаследовал сеньорию Агилар-и-Приего. Мать, Эльвира, получила в наследство дома в районе церкви Сан-Николас-де-ла-Вилья, и, хотя она выбрала Руи Фернандес де Пеньялоса, чтобы вступить во владение виллами Агилар, Приего, Каньете, Кастильо-Анзур, Монтюрк и Баркас, тот же 8-летний Алонсо решил непосредственно завладеть Монтильей и её замком 2 мая того же года.

## Кастильская гражданская война

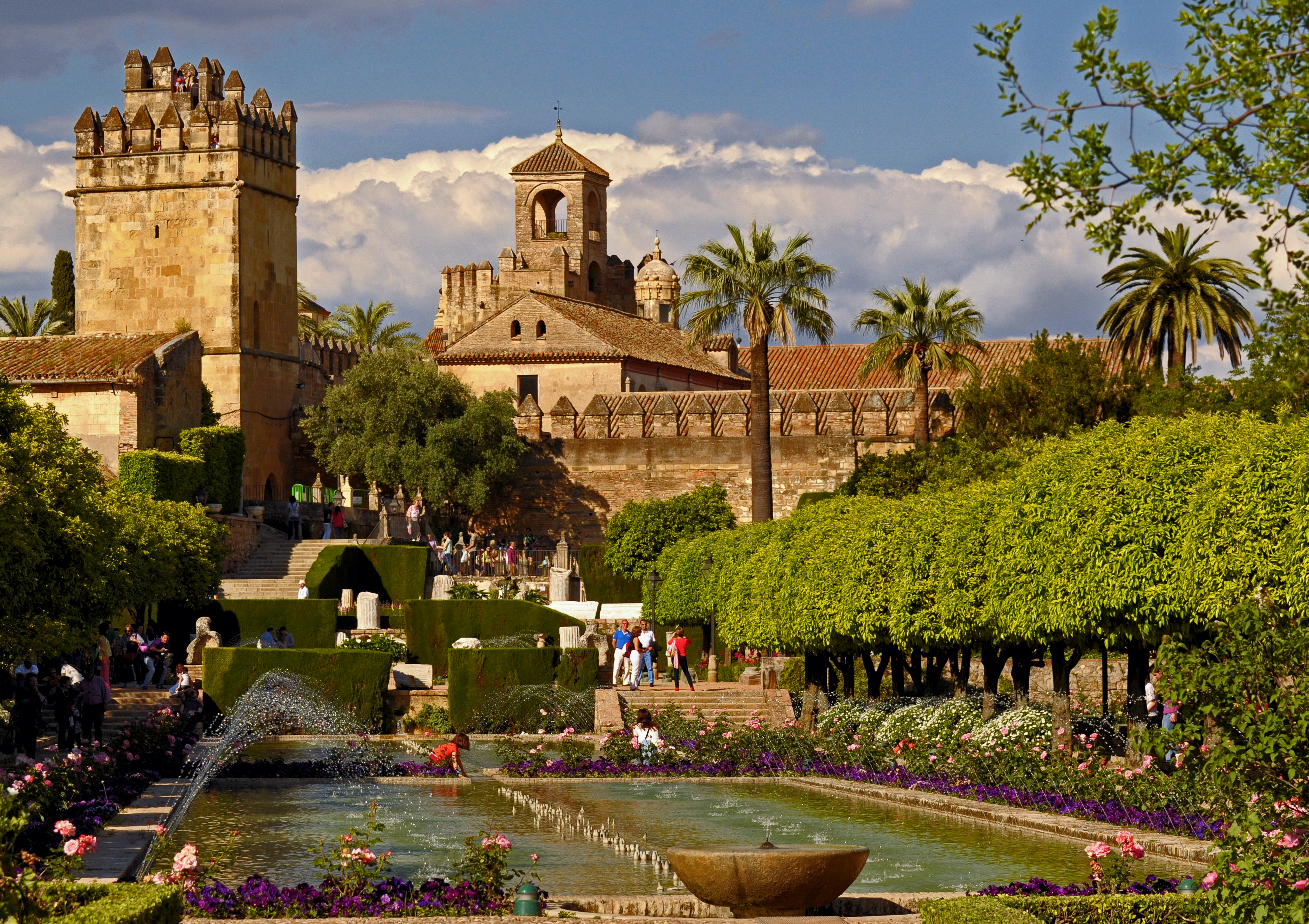
Алонсо восстал против короля Энрике IV и в пользу своего сводного брата инфанта Альфонсо Кастильского в Алькасаре Кордовы в 1465 году.

17 мая 1464 года он получил подтверждение должности алькальда Кордовы от короля Кастилии Энрике IV, должность, которую также занимал его отец. В то же время маркиз де Вильена Хуан Пачеко и его брат Педро Хирон готовили инфанта Альфонсо Кастильского, который заменит короля Энрике IV его сводным братом. Похоже, что Алонсо де Агилар увидел в этом восстании преимущество, поскольку, согласно источникам, «15 февраля 1465 года дон Альфонсо де Агилар восстал с Алькасаром де Кордова» и со многими другими крепостями означенного города, и неизвестно почему". Его действия не заставят себя долго ждать, так как в мае Алонсо изгнал своего соперника графа де Кабру и всех окрестных сторонников короля и выступил в пользу инфанте Альфонсо с помощью алькаида де лос Донселес и других представители дворянства.
По состоянию на май 1465 года конфликт между фракциями Агилара (повстанцы) и Кабры (роялисты) стал частью гражданской войны по всей Кастилии. Боевые действия продолжались до ноября 1467 года, когда Алонсо подписал перемирие с графом Кабра, которое практически продлилось до смерти инфанта Альфонсо Кастильского 5 июля 1648 года. Повстанцы, далекие от прекращения войны, заявили о своей благосклонности к инфанте Изабель Католике, хотя пакт Быков Гисандо 19 сентября 1468 года между Изабеллой и её сводным братом королем Энрике IV закончил их противостояние. Король Энрике IV прибыл в Кордову 30 мая 1469 года в поисках примирения между графом Каброй и Алонсо де Агиларом, который все ещё правил городом и отдавал оммаж монарху Кастилии.

## Антиеврейская резня 1473 года

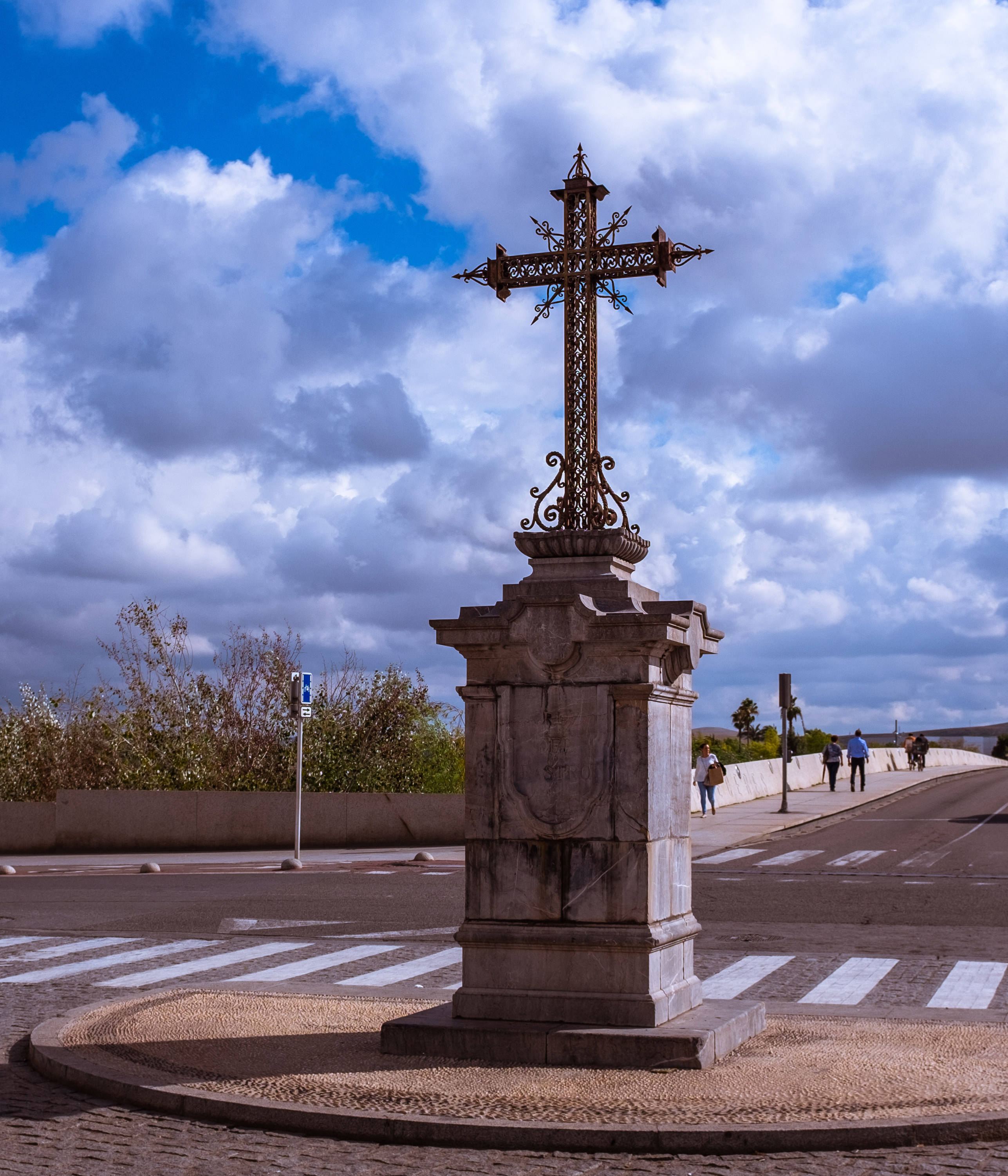
Алонсо де Агилар был одним из главных героев антиеврейской резни 1473 года, известной как резня Крус-дель-Растро.

В Великий Четверг 1473 года, когда Богородица Братства Милосердия шла по улицам города процессией с большим количеством верующих, разделившихся на две линии, где проходили два собора, гражданский и религиозный, и возлагались цветы. выбрасывается, когда изображение проходит мимо. Когда Богородица собиралась покинуть улицу Сан-Фернандо, молодая женщина якобы выбросила со своего балкона миску с фекальной водой и добралась до плаща Богородицы.
Алонсо Родригес, кузнец из района Сан-Лоренцо, указал, что дом, из которого он был запущен, принадлежал евреям, и возглавил жестокое нападение на всех евреев и новообращенных в городе. Эту резню попытался остановить Педро де Торребланка, который, однако, получил ранение за сопротивление нападению. Ситуация была настолько серьёзной, что резня продолжалась три дня, в результате чего погибло большое количество людей и были подожжены дома. В этот момент пришлось заступиться Алонсо де Агиляру, который убил кузнеца копьем после отказа остановить резню.
Мятежники укрылись в компасе церкви Сан-Франсиско и забрали тело кузнеца после ухода капитана. Алонсо де Агилар вошёл в районы Санта-Марина и Сан-Лоренцо, хотя в конце концов ему пришлось укрыться в Алькасар-де-лос-Рейес-Кристианос, защищая некоторых евреев. Видя, что конфликт не закончится, капитан решил переселить евреев в старый еврейский квартал, а то и вовсе некоторых оказались в Агилар-де-ла-Фронтере в домах, которые он сам предоставил, и простил мятежников. В память об этой резне был установлен так называемый Крус-дель-Растро.

## Война за кастильское наследство

Алонсо участвовал в Гранадской войне (1482—1492), а также в подавлении восстания Альпухаррас (1499—1501), погибнув в Сьерра-Бермеха.

Несмотря на то, что Изабелла I провозгласила себя королевой в Сеговии в декабре 1474 года, её племянница Хуана ла Бельтранеха потребовала кастильский престол, начав Войну за кастильское наследство (1475—1479). Архиепископ Карильо де Толедо, друг Пачехо и враг Изабеллы, отправил представителя в Андалусию, чтобы узнать, на чьей стороне дворяне и духовенство. Несмотря на то, что Алонсо де Агилар дал свое устное обещание в пользу Хуаны и её мужа короля Португалии Альфонсо V, никаких письменных документов или фактов обнаружено не было. Несмотря на то, что Алонсо оставался весьма неоднозначным во время этого конкурса, Изабелла не переставала посылать ему милости. Некоторые источники даже указывают, что «отношения между сеньором Агиларом и королями в 1477 году указывали на то, что между ними существовало сердечное соглашение». 10 марта этого года они предоставили ему 100 000 maravedís de acostamiento, чтобы помочь им своими войсками в войне за престолонаследие.
Однако 4 октября короли отправили из Севильи королевский указ, в котором призвали Алонсо де Агилара передать крепость Кордовы и башню Калаорра Педро дель Кастильо. Алонсо выполнил поручение. Алонсо должен был подписать компромисс в августе 1478 года, чтобы положить конец конфликту с домом Кабра и добиться освобождения своего брата Гонсало, Великого Капитана, который был заперт в замке Кабра в руках графа.
Наконец, 29 сентября 1478 года католические короли вошли в Кордову и «приступили к реорганизации власти, отняв значительную часть тех, что были у дона Алонсо». Хотя он продолжал носить титул алькальда Кордовы, его полномочия были переданы.

## Гранадская война и восстание Альпухаррас
Хотя его брат Великий Капитан отличился в войне за Гранаду, Алонсо также участвовал в осаде Лохи в 1482 году, в Ла Аксаркии в Малаге в 1483 году, где он чуть не погиб, в кампании Лоха и де ла Вега в Гранаде в 1486 году и при завоевании Басы в 1489 году. Таким образом, Алонсо удалось вернуть значительную часть состояния, которое он ранее накопил как политик, в дополнение к землям в бывшем эмирате Насридов, таких как Армунья, Лукар, Сьерро и Суфли.
Наконец, во время восстания Альпухаррас (1499—1501) Алонсо отправился в Сьерра-Бермеху с войском, чтобы подавить это восстание. 16 марта 1501 года армейские части атаковали повстанцев, однако эта атака была встречена ожесточенной контратакой, застигшей врасплох погруженные в грабежи кастильские войска. Результатом стала катастрофа для католической армии; Сам Агилар, а также знаменитый  генерал Франсиско Рамирес из Мадрида были убиты в бою, а войско было почти уничтожено.

## Личная жизнь
Несмотря на то, что Альфонсо был помолвлен с Франсиской Каррильо де Кордова, одной из дочерей графа Кабры, эти отношения, вероятно, были прерваны враждой с графом, а вместе с ней закончилась возможность объединения домов Фернандес де Кордова. В 1476 году Алонсо женился на Каталине Пачеко, дочери Хуана Пачеко, от которой у него было шестеро детей:
- Педро, будущий 1-й маркиз Прьего
- Франсиско, сеньор Армунья
- Эльвира, монахиня
- Мария, монахиня
- Луиза